# Contea di Longchuan
La contea di Longchuan (陇川县S, Lǒngchuān XiànP) è una contea della Cina, situata nella provincia di Yunnan e amministrata dalla prefettura autonoma dai e jingpo di Dehong.